# FDP Mecklenburg-Vorpommern
Die FDP Mecklenburg-Vorpommern ist der Landesverband der FDP im Bundesland Mecklenburg-Vorpommern.

## Geschichte

### Nach dem Mauerfall
Bei der ersten freien Volkskammerwahl in der DDR am 18. März 1990 erzielte die FDP unter dem Namen „Bund Freier Demokraten DFP-LDP-F.D.P Die Liberalen“ im Bezirk Neubrandenburg 3,0 % und damit keinen Sitz. Im Bezirk Rostock erzielte sie 3,4 % und einen Sitz, im Bezirk Schwerin wurde ein Wahlergebnis von 4,5 % erzielt. Die FDP erhielt dort ebenfalls einen Sitz. In allen drei Bezirken erreichte die FDP unterdurchschnittliche Ergebnisse. Am 11. August 1990 fusioniert der Bund Freier Demokraten, dem sich zwischenzeitlich auch die NDPD angeschlossen hatte, endgültig mit der FDP.

### Nach der Wiedervereinigung

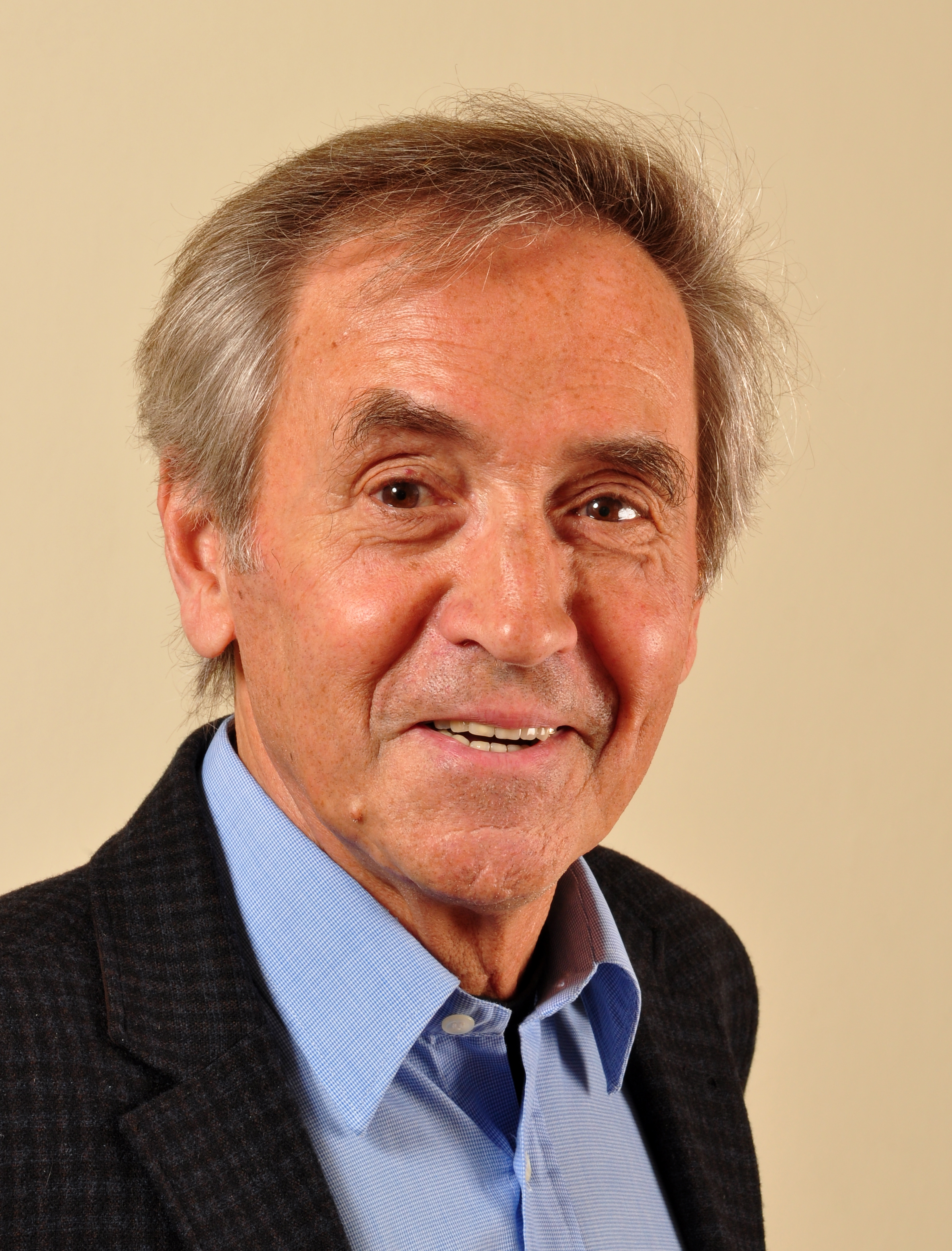
Ehrenvorsitzender Klaus Gollert, 2013

Bei der ersten Landtagswahl nach der Wende am 14. Oktober 1990 erzielte die FDP 5,5 % und 4 Sitze im Schweriner Landtag und bildete in der Folge eine schwarz-gelbe Koalition mit der CDU unter dem Ministerpräsidenten Alfred Gomolka. 1991 wurde Rainer Ortleb Landesvorsitzender der FDP Mecklenburg-Vorpommern. Am 19. März 1992 folgte Berndt Seite auf den vier Tage zuvor zurückgetretenen Ministerpräsidenten Alfred Gomolka. Sowohl dem Kabinett Gomolka als auch dem Kabinett Seite I gehörten Klaus Gollert (zuständig für Arbeit, Gesundheit und Sozialordnung) und Conrad-Michael Lehment als Wirtschaftsminister an.
Bei der Landtagswahl am 16. Oktober 1994 verlor die FDP 1,7 Prozentpunkte gegenüber der ersten Landtagswahl, kam auf 3,8 % der Zweitstimmen und verfehlte damit erstmals den Wiedereinzug in den Landtag, womit auch die schwarz-gelbe Koalition nicht weitergeführt werden konnte. Klaus Gollert löste Rainer Ortleb als Landesvorsitzenden ab. Bei der nächsten Landtagswahl am 27. September 1998 verlor die FDP erneut 2,2 % und kam nur noch auf 1,6 % der Zweitstimmen und 1,9 % der Erststimmen, womit sie den Einzug ins Parlament erneut deutlich verfehlte. 1999 wurde Hans Kreher neuer Landesvorsitzender. Bei der vierten Landtagswahl am 22. September 2002 erzielte die FDP deutliche Gewinne, verfehlte mit 4,7 % aber erneut den Einzug in den Landtag.
Bei der Landtagswahl am 17. September 2006 erzielte die FDP dann bei erneuten deutlichen Gewinnen von fast 5 Prozentpunkten 9,6 % der Zweitstimmen und zog damit erstmals seit 1990, diesmal als Oppositionspartei, mit 7 Abgeordneten in den Schweriner Landtag ein. Michael Roolf vertrat die bis dato stärkste FDP-Fraktion im Schweriner Landtag als Fraktionsvorsitzender. 2007 löste Christian Ahrendt den langjährigen Landesvorsitzenden Hans Kreher ab.
Nach der Landtagswahl am 18. September 2011 musste die FDP den Landtag wieder verlassen, weil sie bei Verlusten von fast 7 Prozentpunkten nur noch 2,8 % erreichte und damit deutlich an der Fünf-Prozent-Hürde scheiterte. Nur im Landtagswahlkreis Rügen I erzielte die FDP mit 5,5 % ein Ergebnis oberhalb der Fünf-Prozent-Hürde. Im Landtagswahlkreis Rostock II wurde mit einem Stimmenanteil von lediglich 1,6 % das schlechteste Ergebnis in ganz Mecklenburg-Vorpommern erreicht. René Domke löste 2013 den etwa vier Jahre lang amtierenden Landesvorsitzenden Christian Ahrendt ab. Im April 2014 wurde Hans Kreher der zweite Ehrenvorsitzende der FDP Mecklenburg-Vorpommern.
Auch bei der Landtagswahl am 4. September 2016 verpasste die FDP mit 3,0 % den Wiedereinzug in den Landtag.
Bei der Landtagswahl am 26. September 2021 erreichte die FDP 5,8 % der Wählerstimmen und zog somit nach zehnjähriger Abwesenheit wieder in den Landtag ein. Durch Fraktionsaustritte der Abgeordneten Sabine Enseleit und Sandy van Baal verlor die FDP Ende April 2025 ihre Fraktionsstärke.

## Programm
Das aktuelle Programm der FDP Mecklenburg-Vorpommern ist das Landtagswahlprogramm 2021 unter dem Titel „Veränderung braucht einen Anfang“.

### Wähler
Hochburgen der FDP waren bei der vergangenen Landtagswahl 2021 Greifswald (6,9 % der Zweitstimmen), Schwerin (6,7 % der Zweitstimmen) und Rostock (6,3 % der Zweitstimmen). Kompetenzen wurden der FDP von ihren Wählerinnen und Wählern in den Bereichen Wirtschaft, Arbeitsplätze und Bildungspolitik zugesprochen. Bei den Jung- und Erstwählern (18 bis 24 Jahre) erzielte die FDP dabei mit 13 % der Stimmenanteile ihre größten Zustimmungswerte, während in der Alterskohorte der Mindestens-60-Jährigen lediglich 4 % der Wählerstimmen erzielt werden konnten.

## Struktur

### Organisation
Die FDP Mecklenburg-Vorpommern gliedert sich in 14 Kreisverbände. Auf Landesebene ist der Landesparteitag das höchste Organ, der sich aus den demokratisch gewählten Vertretern der Kreisverbände (Delegierte) zusammensetzt. Zwischen den Parteitagen ist der Landesparteirat das zweithöchste Gremium der FDP Mecklenburg-Vorpommern. Er besteht aus den Mitgliedern des Landesvorstandes, gewählten Vertretern der Kreisverbände und den Vertretern der liberalen Organisationen. Der Landesvorstand wird alle zwei Jahre gewählt. Seit 2010 besteht er aus insgesamt 15 gewählten und zwei kooptierten Mitgliedern.

### Landesfachausschüsse
Die politische Arbeit des Landesvorstandes wird von den folgenden Landesfachausschüssen fachkundig unterstützt.
- Wirtschaft, Verkehr, Tourismus und Energie
- Finanzen und Haushalt
- Jugend, Bildung, Wissenschaft
- Inneres und Recht
- Europa und Migration
- Landwirtschaft und Umwelt
- Soziales, Familie, Gesundheit und Sport
- Grundsatzfragen und Strategien
- Kultur
- Digitales und Medien
- Frauen und Gleichstellung

### Vorfeldorganisationen
In Mecklenburg-Vorpommern gibt es eine Reihe von Organisationen, die der FDP Mecklenburg-Vorpommern nahestehen.
- Arno-Esch-Stiftung e. V.
- Deutsche Gruppe der Liberalen Internationalen, Sektion Brandenburg/Mecklenburg-Vorpommern (DGLI)
- Friedrich-Naumann-Stiftung für die Freiheit
- Junge Liberale Mecklenburg-Vorpommern (JuLis)
- Liberale Frauen Mecklenburg-Vorpommern
- Liberale Hochschulgruppen Greifswald und Rostock (LHG)
- Liberale Senioren Mecklenburg-Vorpommern (LS)
- Liberaler Mittelstand Nord/Mecklenburg-Vorpommern (LM)[12]
- Vereinigung liberaler Juristen (VIJ)
- Vereinigung liberaler Kommunalpolitiker Mecklenburg-Vorpommern (VLK)
- Liberale Schwule und Lesben (LiSL)

### Kreisverbände
Der Landesverband FDP Mecklenburg-Vorpommern besteht aus 13 Kreisverbänden:
- Rügen
- Nordvorpommern
- Landkreis Rostock
- Ostvorpommern
- Ludwigslust-Parchim
- Nordwestmecklenburg
- Mecklenburger Seenplatte
- Uecker-Randow
- Wismar
- Rostock
- Schwerin
- Greifswald
- Stralsund

### Mitgliederentwicklung
| - 1990: 13.154 - 1991: 7.994 - 1992: 5.826 - 1993: 3.755 - 1994: 3.220 - 1995: 2.528 - 1996: 2.395 - 1997: 2.128 - 1998: 1.936 - 1999: 1.467 | - 2000: 1.354 - 2001: 1.266 - 2002: 1.239 - 2003: 1.159 - 2004: 1.121 - 2005: 1.073 - 2006: 1.054 - 2007: 1.037 - 2008: 1.006 - 2009: 1.095 | - 2010: 1.044 - 2011: 951 - 2012: 842 - 2013: 812 - 2014: 764 - 2015: 730 - 2016: 704 - 2017: 714 - 2018: 685 - 2022: 811 |

### Junge Liberale Mecklenburg-Vorpommern
Die Jugendorganisation der FDP MV sind die Jungen Liberalen (JuLis) MV. Ihr aktueller Vorsitzender ist Niklas Wagner. Mit ihren Arbeitskreisen setzen sie ihre Schwerpunkte u. a. auf Bildungs- und Netzpolitik. Sie gliedern sich anders als die Mutterpartei in nur sechs Kreisverbände:
| Kreisverband                | Vorsitzender   |
| Rostock                     | Henry Brandt   |
| Nordwestmecklenburg         | Luise Vogler   |
| Südwestmecklenburg          | Patrick Eising |
| Mecklenburgische Seenplatte | Julian Huschka |
| Vorpommern-Greifswald       | Julia Sandner  |
| Vorpommern-Rügen            | Kay Wenzel     |

### Landesvorsitzende
| Vorsitzender      | Amtszeit  |
| ----------------- | --------- |
| Dieter Wöstenberg | 1990–1991 |
| Rainer Ortleb     | 1991–1994 |
| Klaus Gollert     | 1994–1995 |
| Detlef Thomaneck  | 1995–1998 |
| Georg Ihde        | 1998–1999 |
| Hans Kreher       | 1999–2007 |
| Christian Ahrendt | 2007–2012 |
| René Domke        | 2013–     |

### Aktueller Vorstand
| Gewählt am 26./27. April 2025 in Linstow | Gewählt am 26./27. April 2025 in Linstow |
| ---------------------------------------- | ---------------------------------------- |
| Landesvorsitzender                       | René Domke                               |
| Generalsekretär                          | Christian Bartelt                        |
| Stellv. Landesvorsitzender               | Gero Pickert                             |
| Stellv. Landesvorsitzender               | Kay Alexander Wenzel                     |
| Schatzmeister                            | Bernd Lange                              |
| Beisitzerin                              | Marie-Louise Renz                        |
| Beisitzer                                | Paul Rickmann                            |
| Beisitzer                                | Lars Boorberg                            |
| Beisitzer                                | Henry Brandt                             |
| Beisitzerin                              | Brigitte Gantke                          |
| Beisitzer                                | Martin Kliewe                            |

### Kreisverbände
| Kreisverband                | Vorsitzende       |
| --------------------------- | ----------------- |
| Landkreis Rostock           | Petra Benkenstein |
| Rostock                     | Christoph Eisfeld |
| Nordwestmecklenburg         | Jens Kaufmann     |
| Schwerin                    | Paul Bressel      |
| Mecklenburgische-Seenplatte | Christoph Stitz   |
| Stralsund                   | Thoralf Pieper    |
| Nordvorpommern              | Brian Kipke       |
| Wismar                      | René Domke        |
| Greifswald                  | Lars Boorberg     |
| Ludwigslust-Parchim         | Andreas Scholz    |
| Ostvorpommern               | Christian Bartelt |
| Uecker-Randow               | Detlef Pohl       |
| Rügen                       | Knut Alschweig    |

### Minister
1990–1994, CDU/FDP-Koalition unter Alfred Gomolka bzw. Berndt Seite:
- Klaus Gollert, Minister für Arbeit, Gesundheit und Sozialordnung (1990–1994) und stellv. Ministerpräsident (1990–1994)
- Conrad-Michael Lehment, Wirtschaftsminister

## Landtagsfraktion

### Fraktionsvorsitzende
| Jahre     | Fraktionsvorsitzender |
| 1990–1994 | Walter Goldbeck       |
| 2006–2011 | Michael Roolf         |
| seit 2021 | René Domke            |

### Landtagsfraktion (1990–1994)
| Abgeordneter    | Funktion in der Fraktion                                                               |
| --------------- | -------------------------------------------------------------------------------------- |
| Walter Goldbeck | Fraktionsvorsitzender                                                                  |
| Klaus Gollert   | Minister für Arbeit, Gesundheit und Sozialordnung, stellvertretender Ministerpräsident |
| Georg Ihde      |                                                                                        |
| Stefanie Wolf   | Vizepräsidentin des Landtags                                                           |

### Landtagsfraktion (2006–2011)
| Abgeordneter     | Funktion in der Fraktion |
| ---------------- | --- |
| Ralf Grabow      | Vorsitzender des Ausschusses für Soziales und Gesundheit                                                                                          |
| Hans Kreher      | Sprecher der FDP-Fraktion für Bildung, Wissenschaft und Kultur.                                                                                   |
| Gino Leonhard    | Parlamentarischer Geschäftsführer der FDP-Fraktion und Sprecher für Innen-, Sicherheits-, Kommunal- und Integrationspolitik sowie für Datenschutz |
| Sebastian Ratjen | Fraktionssprecher für Gesundheitspolitik |
| Sigrun Reese     | Stellvertretende Fraktionsvorsitzende |
| Michael Roolf    | Fraktionsvorsitzender |
| Toralf Schnur    | Haushaltspolitischer Sprecher der FDP-Fraktion |

### Landtagsfraktion (2021–2025)
| Abgeordneter             | Funktion in der Fraktion          |
| ------------------------ | --------------------------------- |
| René Domke               | Fraktionsvorsitzender             |
| David Wulff              | Parlamentarischer Geschäftsführer |
| Barbara Becker-Hornickel |                                   |
| Sandy van Baal           | 2025 aus der Fraktion ausgetreten |
| Sabine Enseleit          | 2024 zur CDU übergetreten         |

Mit den Austritt von Sandy van Baal verlor die FDP ihre Fraktionsstärke.

## Ergebnisse bei den Landtags- und Kreistags, und Volkskammerwahlen

### Volkskammerwahlen
| Ergebnisse der Volkskammerwahlen im Bezirk Neubrandenburg | Ergebnisse der Volkskammerwahlen im Bezirk Neubrandenburg | Ergebnisse der Volkskammerwahlen im Bezirk Neubrandenburg | Ergebnisse der Volkskammerwahlen im Bezirk Neubrandenburg | Ergebnisse der Volkskammerwahlen im Bezirk Neubrandenburg |
| Jahr                                                      | Stimmen                                                   | in Prozent                                                | Sitze                                                     |                                                           |
| --------------------------------------------------------- | --------------------------------------------------------- | --------------------------------------------------------- | --------------------------------------------------------- | --------------------------------------------------------- |
| Volkskammerwahl 1990                                      | 12.757                                                    | 3,0                                                       | 0                                                         |                                                           |

| Ergebnisse der Volkskammerwahlen im Bezirk Rostock | Ergebnisse der Volkskammerwahlen im Bezirk Rostock | Ergebnisse der Volkskammerwahlen im Bezirk Rostock | Ergebnisse der Volkskammerwahlen im Bezirk Rostock | Ergebnisse der Volkskammerwahlen im Bezirk Rostock |
| Jahr                                               | Stimmen                                            | in Prozent                                         | Sitze                                              |                                                    |
| -------------------------------------------------- | -------------------------------------------------- | -------------------------------------------------- | -------------------------------------------------- | -------------------------------------------------- |
| Volkskammerwahl 1990                               | 20.843                                             | 3,4                                                | 1                                                  |                                                    |

| Ergebnisse der Volkskammerwahlen im Bezirk Schwerin | Ergebnisse der Volkskammerwahlen im Bezirk Schwerin | Ergebnisse der Volkskammerwahlen im Bezirk Schwerin | Ergebnisse der Volkskammerwahlen im Bezirk Schwerin | Ergebnisse der Volkskammerwahlen im Bezirk Schwerin |
| Jahr                                                | Stimmen                                             | in Prozent                                          | Sitze                                               |                                                     |
| --------------------------------------------------- | --------------------------------------------------- | --------------------------------------------------- | --------------------------------------------------- | --------------------------------------------------- |
| Volkskammerwahl 1990                                | 18.489                                              | 4,5                                                 | 1                                                   |                                                     |

### Kreistagswahlen
| Ergebnisse der Kommunalwahlen | Ergebnisse der Kommunalwahlen | Ergebnisse der Kommunalwahlen | Ergebnisse der Kommunalwahlen                                 | Ergebnisse der Kommunalwahlen |
| Jahr                          | Stimmen                       | in Prozent                    | Sitze in den Kreistagen, Stadtvertretungen und Bürgerschaften |                               |
| ----------------------------- | ----------------------------- | ----------------------------- | ------------------------------------------------------------- | ----------------------------- |
| 1990                          | 179.152                       | 6,3                           | unbekannt                                                     |                               |
| 1994                          | 137.596                       | 5,4                           | 38                                                            |                               |
| 1999                          | 86.625                        | 4,1                           | 17                                                            |                               |
| 2004                          | 112.475                       | 6,1                           | 54                                                            |                               |
| 2009                          | 163.892                       | 8,7                           | 76                                                            |                               |
| 2011                          | 71.346                        | 4,3                           | 18                                                            |                               |
| 2014                          | 59 199                        | 3,3                           | 18                                                            |                               |
| 2019                          |                               | 4,3                           |                                                               |                               |

### Landtagswahlen
| Ergebnisse der Landtagswahlen | Ergebnisse der Landtagswahlen | Ergebnisse der Landtagswahlen | Ergebnisse der Landtagswahlen |
| Jahr                          | Stimmen                       | Sitze                         |                               |
| ----------------------------- | ----------------------------- | ----------------------------- | ----------------------------- |
| 1990                          | 5,5 %                         | 4                             |                               |
| 1994                          | 3,8 %                         | 0                             |                               |
| 1998                          | 1,6 %                         | 0                             |                               |
| 2002                          | 4,7 %                         | 0                             |                               |
| 2006                          | 9,6 %                         | 7                             |                               |
| 2011                          | 2,8 %                         | 0                             |                               |
| 2016                          | 3,0 %                         | 0                             |                               |
| 2021                          | 5,8 %                         | 5                             |                               |

### Wahlergebnisse bei Bundestagswahlen
| Jahr | Wahl                    | Landesergebnis | Bundesschnitt | Abgeordnete                                                                     |
| ---- | ----------------------- | -------------- | ------------- | ------------------------------------------------------------------------------- |
| 1990 | 12. Deutscher Bundestag | 0 9,1 %        | 11,0 %        | Rainer Ortleb                                                                   |
| 1994 | 13. Deutscher Bundestag | 0 3,4 %        | 06,9 %        | Rainer Ortleb                                                                   |
| 1998 | 14. Deutscher Bundestag | 0 2,2 %        | 06,2 %        | —                                                                               |
| 2002 | 15. Deutscher Bundestag | 0 5,4 %        | 07,4 %        | Eberhard Otto                                                                   |
| 2005 | 16. Deutscher Bundestag | 06,3 %         | 09,8 %        | Christian Ahrendt                                                               |
| 2009 | 17. Deutscher Bundestag | 09,8 %         | 14,6 %        | Christian Ahrendt (ausgeschieden im Januar 2013, Nachrücker: Hagen Reinhold)    |
| 2013 | 18. Deutscher Bundestag | 02,25 %        | 04,8 %        |                                                                                 |
| 2017 | 19. Deutscher Bundestag | 06,2 %         | 10,7 %        | Hagen Reinhold                                                                  |
| 2021 | 20. Deutscher Bundestag | 08,2 %         | 11,5 %        | Hagen Reinhold (ausgeschieden im September 2023, Nachrücker: Christian Bartelt) |
| 2025 | 21. Deutscher Bundestag | 03,2 %         | 04,3 %        |                                                                                 |

Quelle: Bundeswahlleiter

### Wahlergebnisse bei Europawahlen
| Jahr | Wahl       | Landesergebnis | Bundesschnitt |
| ---- | ---------- | -------------- | ------------- |
| 1994 | Europawahl | 2,3 %          | 4,1 %         |
| 1999 | Europawahl | 1,3 %          | 3,0 %         |
| 2004 | Europawahl | 3,9 %          | 6,1 %         |
| 2009 | Europawahl | 7,6 %          | 11,0 %        |
| 2014 | Europawahl | 1,9 %          | 3,4 %         |
| 2019 | Europawahl | 3,9 %          | 5,4 %         |